# Wilhelm Beushausen
Wilhelm Beushausen (* 1876; † 1951) war ein preußischer Zimmerer und Landrat im Kreis Alfeld.

## Leben
Seit 1908 arbeitete Beushausen als Bauaufseher und wurde Bürgervorsteher sowie Senator der Stadtverwaltung in Alfeld. Beushausen wurde als Kreistagsabgeordneter und -ausschussmitglied gewählt. Im Jahr 1920 wurde er kommissarischer Landrat in Alfeld und amtierte dann als Landrat ab dem 1. Oktober 1932 im neugebildeten Kreis Alfeld. Am 6. April 1933 wurde er i. e. R. versetzt.
Nach ihm wurde die Landrat-Beushausen-Straße in Alfeld (Leine) benannt.